# Canal de verdure
Le canal de verdure (letton : Kanālmalas apstādījumi) est un parc public du centre de Riga en Lettonie.

## Présentation
Le parc est organisé de part et d'autre du canal de Riga, sur une superficie de 10,41 ha.
Il a été créé en 1857-1963. années, en utilisant l'espace libre devant les anciennes fortifications de la ville.
Plusieurs bâtiments publics importants sont situés dans le parc. 
Dans la direction sud-est, le bâtiment de l'Opéra National est visible depuis le Monument de la Liberté, tandis que le bâtiment du Théâtre National est situé au 2, Kronvalda bulvāris.

## Flore
Le parc abrite près de 110 espèces d'arbres et d'arbustes exotiques et 19 espèces locales telles que le Malus atrosanguinea (Malus x purpurea), Magnolia de Kobé (Magnolia Kobus), Chicot du Canada (Gymnocladus dioica), Tilleul argenté (Tilia tomentosa) peuplier du Canada (Populus xcanadensis 'Aurea'), Érable de Tartarie (Acer tataricum) Marronnier commun (Aesculus x neglecta), Pavier jaune (Aesculus flava) Tilleul à grandes feuilles (Tilia platyphylla), Noyer cendré (Juglans cinerea), cornouiller mâle (Cornus mas), Cytise des Alpes (Laburnumalpinum), ginkgo biloba (ginkgo biloba), noyer de Mandchourie (Juglans mandshurica), Érable champêtre (Acer campestre), Tilleul de Crimée (Tilia x euchlora) Frêne élevé 'Pendula'  (Fraxinus excelsior 'Pendula'), Frêne rouge de Pennsylvanie (Fraxinus pennsylvanica var. subintegerrima) Aubépine (Crataegus punctata) Aubépine épineuse (Crataegus laevigata) peuplier laurifolia (Populus laurifolia), charme commun (Carpinus betulus), aulne glutineux (Alnus glutinosa), If commun (Taxus baccata), etc.

## Galerie

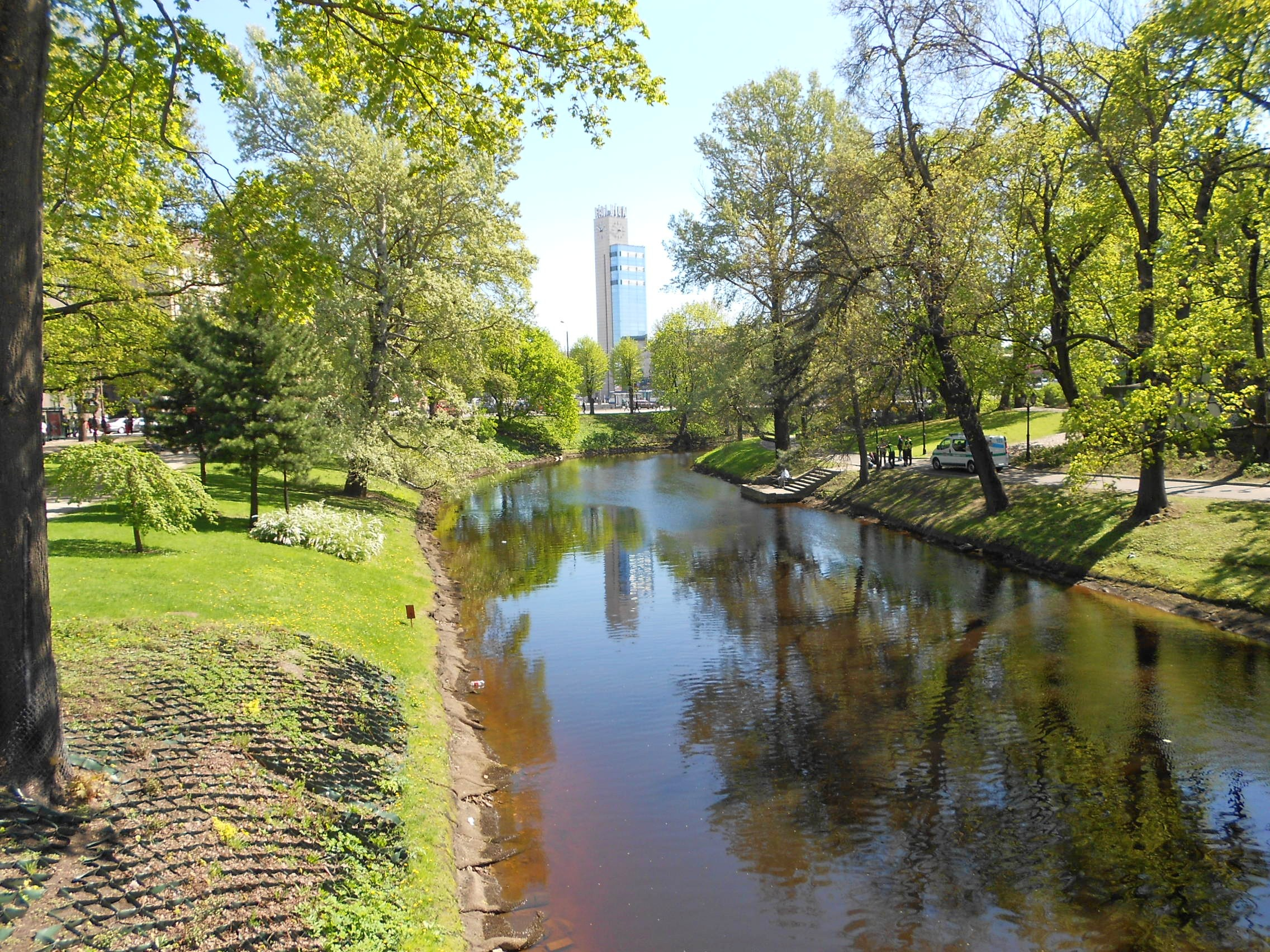
Le canal de Riga.
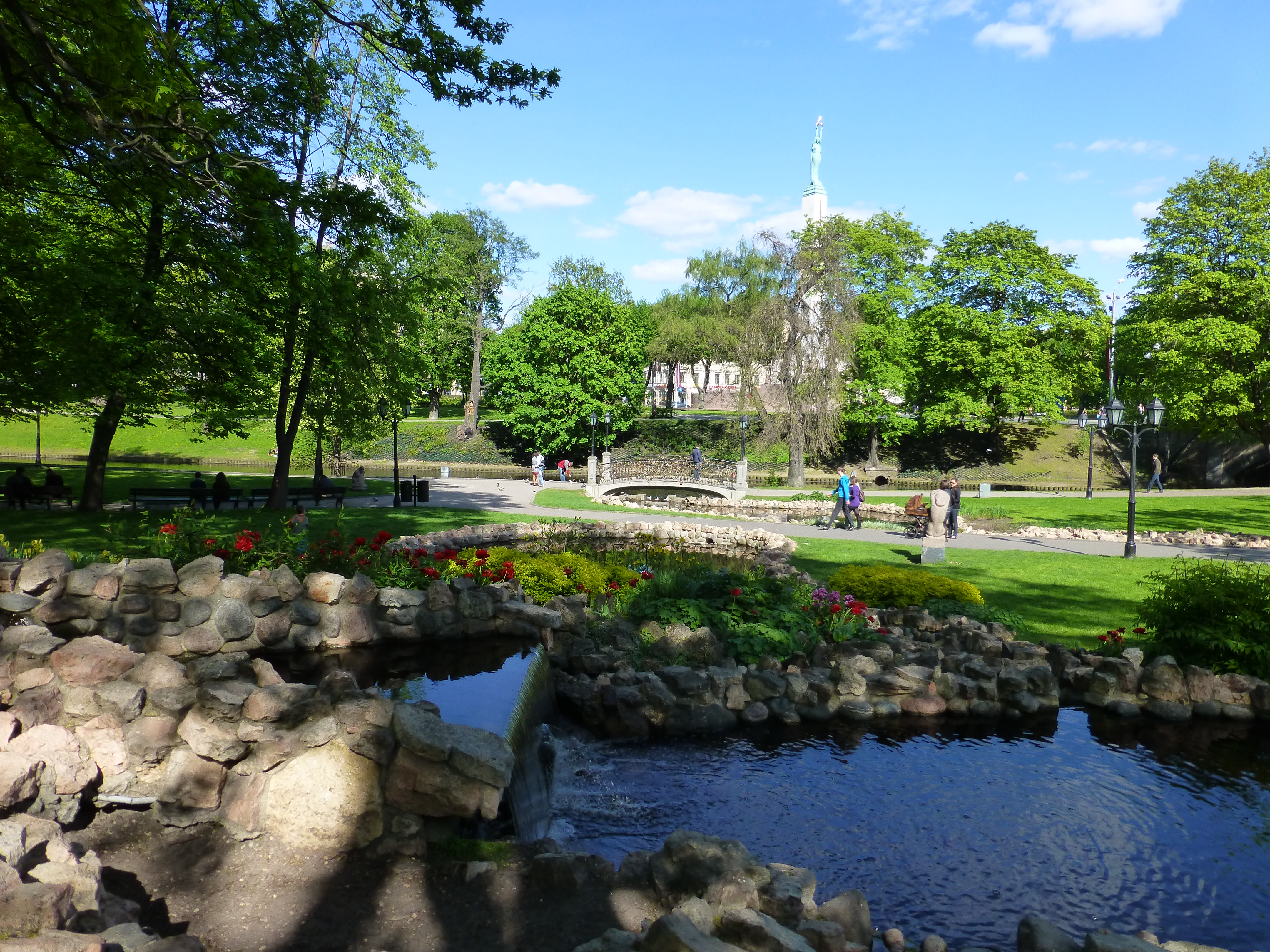
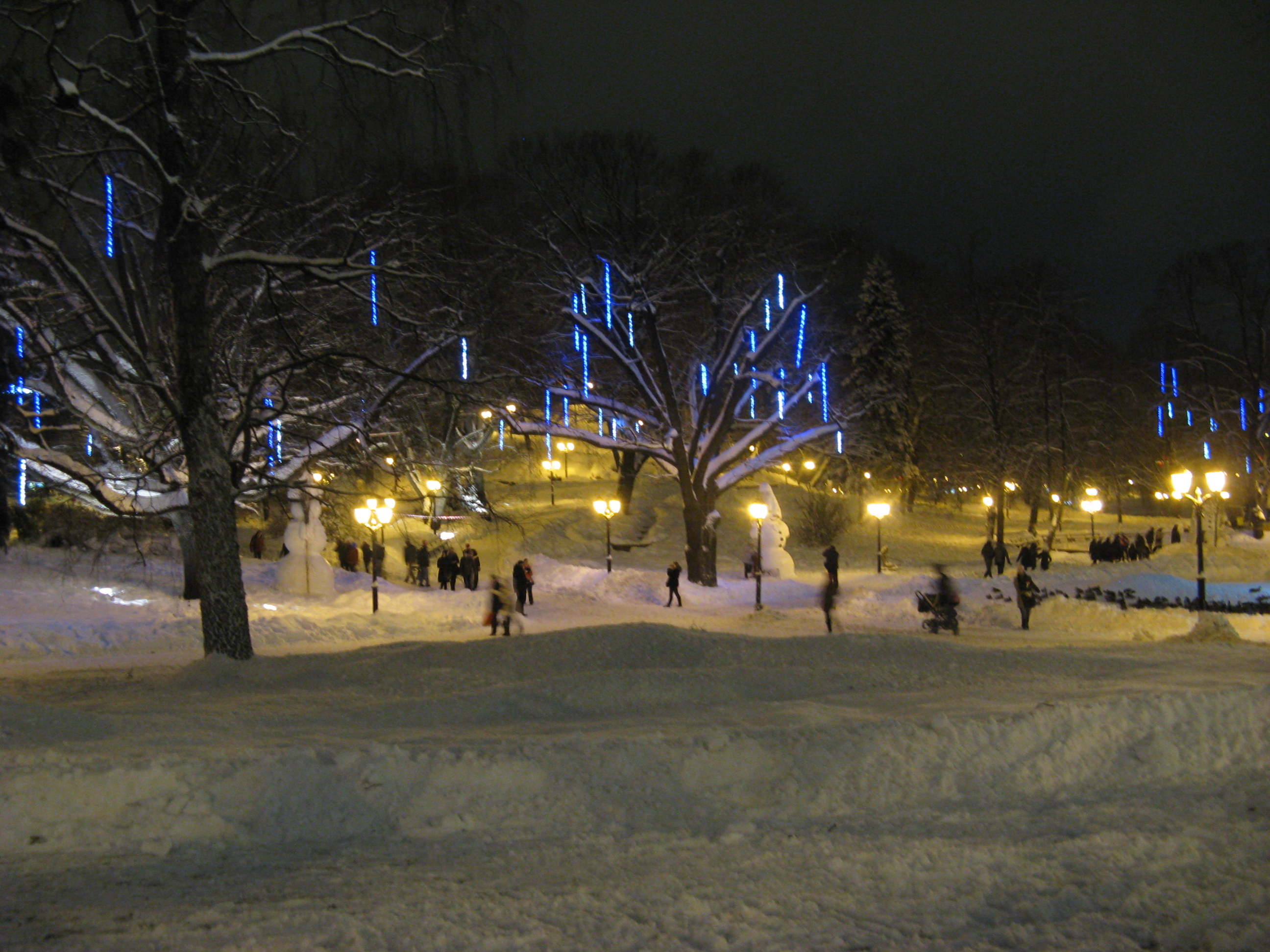

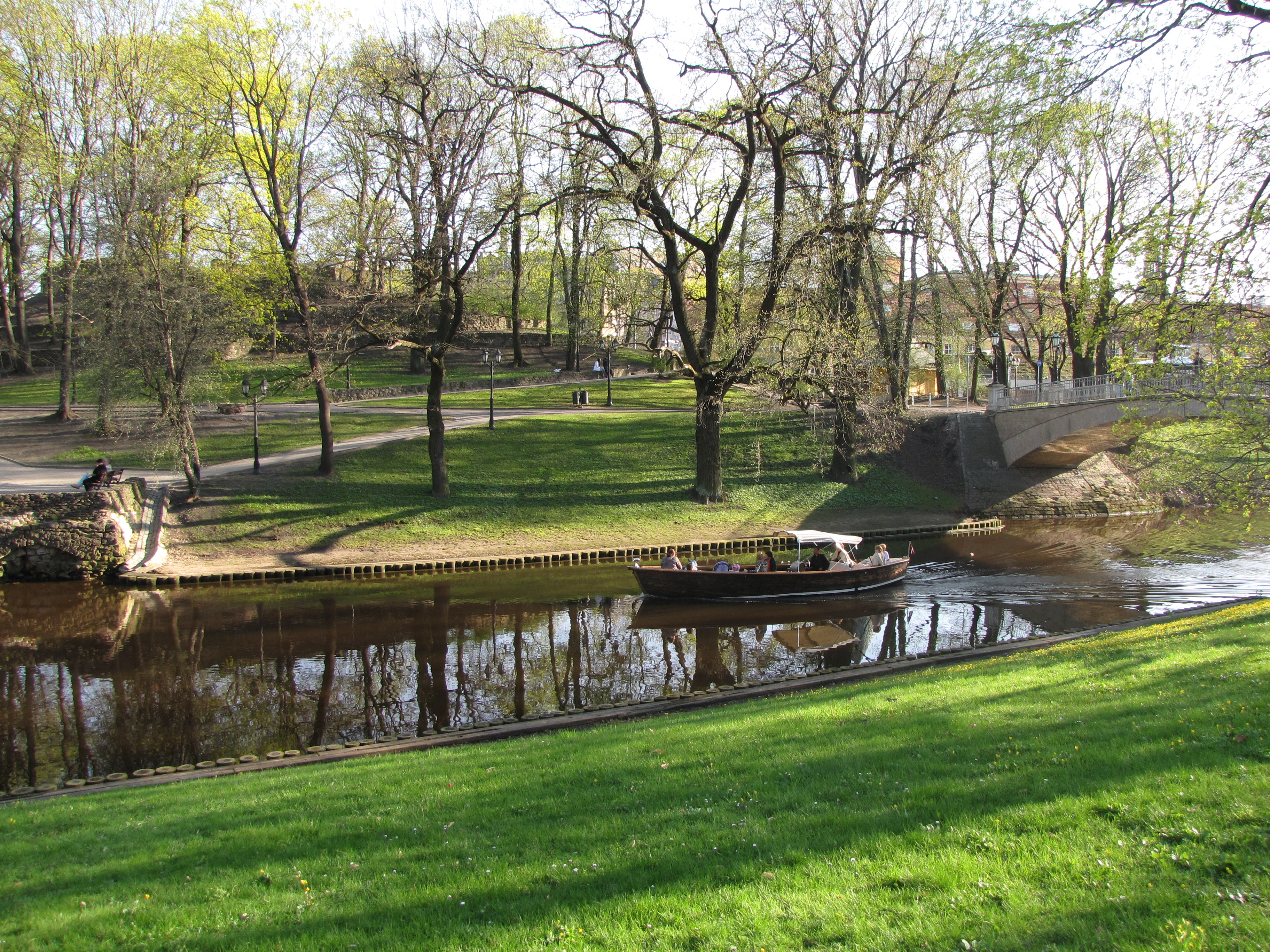
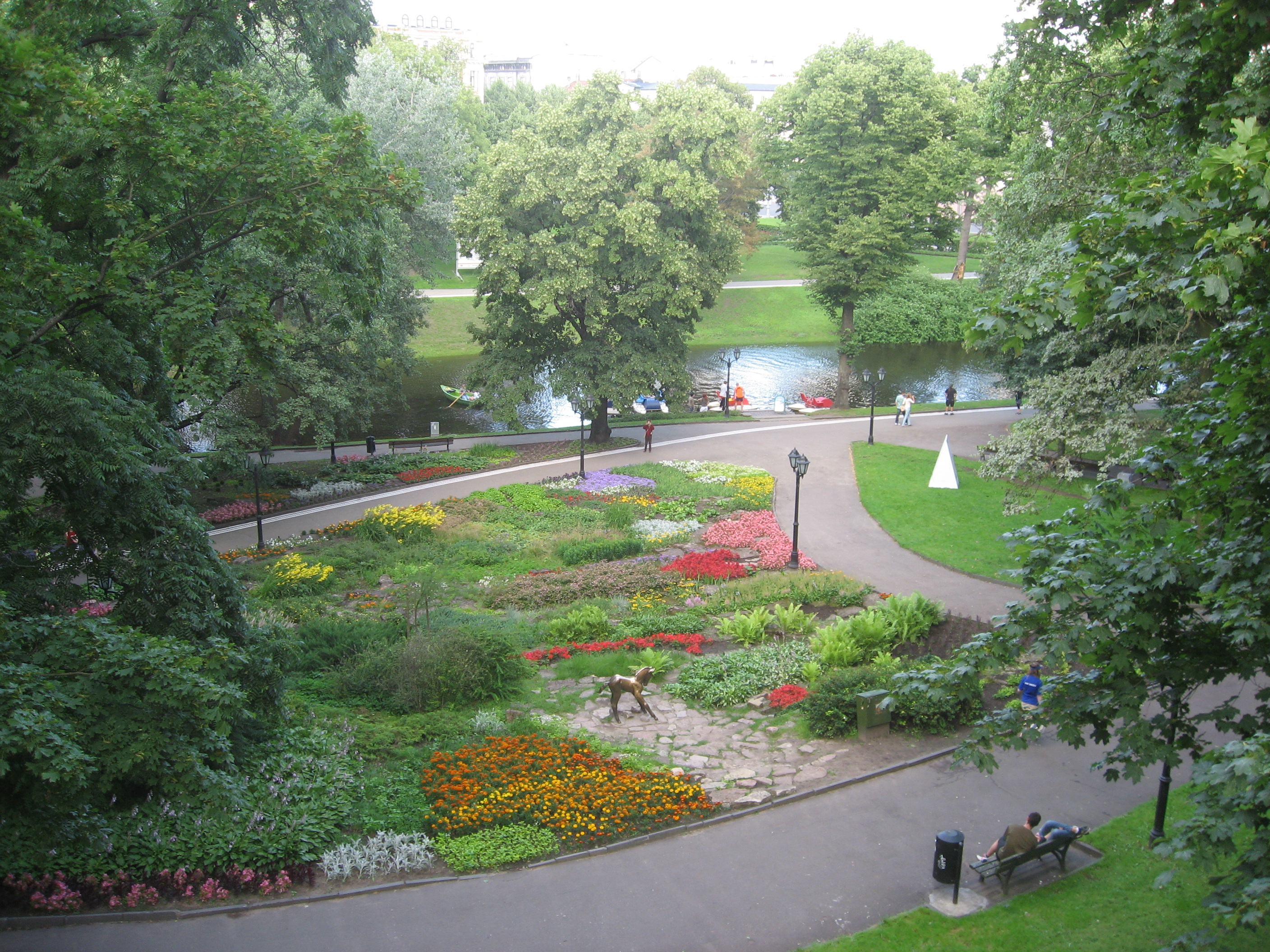
La colline du bastion.
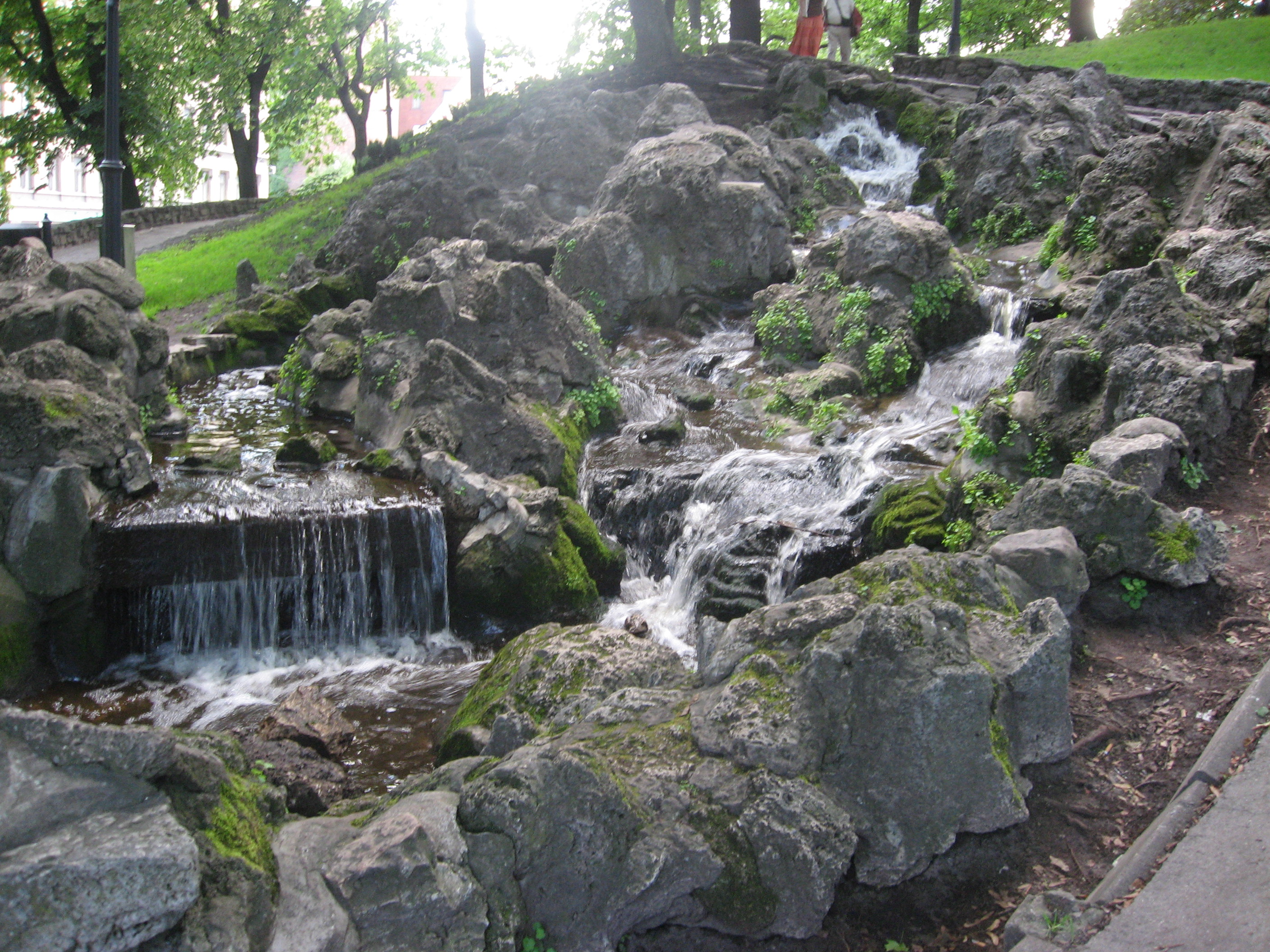
La colline du bastion.